# Liu He
Liu He (en chino simplificado, 刘鹤; pinyin, Liú Hè; Pekín, 25 de enero de 1952) es un economista y político chino, miembro del Buró Político del Comité Central del Partido Comunista de China y vicepremier de la República Popular China. También es el director de la oficina al servicio de la Comisión Central de Asuntos Financieros y Económicos del Partido Comunista de China; este último encabezado por el secretario general del partido, Xi Jinping.
Fue nombrado vicepremier el 19 de marzo de 2018 y encabeza el Comité de Estabilidad Financiera y Desarrollo.

## Biografía
Se graduó en la Universidad de Beijing con un título en economía industrial. Posteriormente estudió en la Universidad Seton Hall y realizó una maestría en administración pública en la Universidad de Harvard.
Ha publicado artículos sobre macroeconomía, política de desarrollo industrial y económico chino, nueva teoría económica y la industria de la información. Trabajó sucesivamente para la Comisión Nacional de Planificación, el Centro de Información del Estado y el Centro de Investigación del Desarrollo del Consejo de Estado.
A partir de 2013, comenzó a asesorar al Secretario General Xi Jinping sobre una serie de iniciativas económicas, y se creía que era uno de los principales arquitectos de la política económica china en ese momento. También fue miembro del 18.° Comité Central del Partido. Pronunció un discurso de apertura en el Foro Económico Mundial de 2018 en Davos.
En el XIX Congreso del Partido en octubre de 2017, fue ascendido al Buró Político. En marzo de 2018, fue nombrado vicepremier de la República Popular China. En mayo de 2018, también fue nombrado principal negociador comercial para la guerra comercial entre China y Estados Unidos. A principios de octubre de 2019, negoció con sus homólogos estadounidenses un acuerdo preliminar.
En 2023 asistió a la reunión del foro económico mundial de Davos en representación de China, y el 16 de enero del 2023 presentó un informe que sostiene la confianza en la economía china.